# KFC Uerdingen 05
KFC Uerdingen 05 là một câu lạc bộ thể thao có trụ sở tại Nordrhein-Westfalen, Đức. Vào năm 2025, người thanh lý câu lạc bộ đã tuyên bố chấm dứt mọi hoạt động, với lý do tài chính. 

## Các cầu thủ
Tính đến 23 Tháng 1, 2022
Ghi chú: Quốc kỳ chỉ đội tuyển quốc gia được xác định rõ trong điều lệ tư cách FIFA. Các cầu thủ có thể giữ hơn một quốc tịch ngoài FIFA.
| Số | VT | Quốc gia         | Cầu thủ                            |
| -- | -- | ---------------- | ---------------------------------- |
| 1  | TM | Liechtenstein    | Justin Ospelt (on loan from Vaduz) |
| 2  | HV | Hà Lan           | Pepijn Schlösser                   |
| 3  | HV | Đức              | Erdinc Karakas                     |
| 4  | HV | Bỉ               | Kevin Ntika                        |
| 5  | TV | Cộng hòa Ireland | Noe Baba                           |
| 6  | TV | Đức              | Tom Fladung                        |
| 7  | TV | Đức              | Justin Neiß                        |
| 8  | TV | Bồ Đào Nha       | Leon Augusto                       |
| 9  | TĐ | Ghana            | Charles Atsina                     |
| 10 | TV | Đức              | Marcel Kretschmer (captain)        |
| 11 | TĐ | Nhật Bản         | Shun Terada                        |
| 14 | TV | Gruzia           | Levan Kenia                        |
| 16 | TV | Đan Mạch         | Jonathan Canto                     |

| Số | VT | Quốc gia | Cầu thủ          |
| -- | -- | -------- | ---------------- |
| 17 | TV | Đức      | Fabio Minino     |
| 21 | HV | Đức      | Shawn Jeroch     |
| 22 | TM | Đức      | Jovan Jovic      |
| 23 | HV | Đức      | Jason Prodanovic |
| 24 | HV | Đức      | Connor Klossek   |
| 26 | TĐ | Đức      | Abdul Fesenmeyer |
| 27 | TĐ | Đức      | Joshua Yeboah    |
| 29 | TV | Đức      | Marco Cirillo    |
| 31 | HV | Đức      | Leonel Kadiata   |
| 40 | HV | Đức      | Jesse Sierck     |
| 46 | TV | Hàn Quốc | Ji-hwan Yun      |
| 62 | HV | Đức      | Miran Agirbas    |
| 99 | TM | Đức      | Timo Meißner     |

## Huấn Luyện Viên
| Các đời huấn luyện viên \| - 1970–1977: Klaus Quinkert - 1977–1979: Siegfried Melzig - 1979–1981: Horst Buhtz - 1981–1983: Werner Biskup - 1983–0000: Hans-Dieter Tippenhauer - 1983–1984: Timo Konietzka - 1984–1987: Karl-Heinz Feldkamp - 1987–0000: Horst Köppel - 1987–1989: Rolf Schafstall - 1989–1991: Horst Wohlers - 1991–1992: Timo Konietzka - 1992–1996: Friedhelm Funkel - 1996–1997: Hans-Ulrich Thomale - 1997–1998: Jürgen Gelsdorf - 1998–1999: Henk ten Cate - 1999–0000: Ernst Middendorp - 1999–0000: Herbert Schäty - 1999–2000: Peter Vollmann - 2000–2002: Jos Luhukay - 2002–2004: Claus-Dieter Wollitz - 2004–2006: Wolfgang Maes - 2006–2007: Jürgen Luginger - 2007–2008: Aleksandar Ristić - 2008–0000: Klaus Berge - 2008–0000: Richard Towa - 2008–2009: Uwe Weidemann - 2009–2010: Wolfgang Maes1 - 2010–0000: Edgar Schmitt \| - 2010–2011: Peter Wongrowitz - 2011–2012: Jörg Jung - 2012–0000: Erhan Albayrak & Ronny Kockel1 - 2012–2014: Eric van der Luer - 2014–0000: Erhan Albayrak1 - 2014–0000: Ersan Tekkan1 - 2014–2015: Murat Salar - 2015–0000: Horst Riege1 - 2015–2016: Michael Boris - 2016–0000: Gerd Gotsche & Horst Riege1 - 2016–0000: Jörn Großkopf - 2016–2017: André Pawlak - 2017–2018: Michael Wiesinger - 2018–2019: Stefan Krämer - 2019–0000: Stefan Reisinger1 - 2019–0000: Norbert Meier - 2019–0000: Frank Heinemann1 - 2019–0000: Heiko Vogel - 2019–0000: Stefan Reisinger1 - 2019–2020: Daniel Steuernagel (gemeinsam mit Teamchef Reisinger) - 2020–2021: Stefan Krämer - 2021–0000: Stefan Reisinger1 - 2021–0000: Jürgen Press (gemeinsam mit Teamchef Reisinger) - 2021–000: Dmitri Woronow - 2021–000: Patrick Schneider1 - 2021––000: Alexander Voigt \| | |
| - 1970–1977: Klaus Quinkert - 1977–1979: Siegfried Melzig - 1979–1981: Horst Buhtz - 1981–1983: Werner Biskup - 1983–0000: Hans-Dieter Tippenhauer - 1983–1984: Timo Konietzka - 1984–1987: Karl-Heinz Feldkamp - 1987–0000: Horst Köppel - 1987–1989: Rolf Schafstall - 1989–1991: Horst Wohlers - 1991–1992: Timo Konietzka - 1992–1996: Friedhelm Funkel - 1996–1997: Hans-Ulrich Thomale - 1997–1998: Jürgen Gelsdorf - 1998–1999: Henk ten Cate - 1999–0000: Ernst Middendorp - 1999–0000: Herbert Schäty - 1999–2000: Peter Vollmann - 2000–2002: Jos Luhukay - 2002–2004: Claus-Dieter Wollitz - 2004–2006: Wolfgang Maes - 2006–2007: Jürgen Luginger - 2007–2008: Aleksandar Ristić - 2008–0000: Klaus Berge - 2008–0000: Richard Towa - 2008–2009: Uwe Weidemann - 2009–2010: Wolfgang Maes1 - 2010–0000: Edgar Schmitt | - 2010–2011: Peter Wongrowitz - 2011–2012: Jörg Jung - 2012–0000: Erhan Albayrak & Ronny Kockel1 - 2012–2014: Eric van der Luer - 2014–0000: Erhan Albayrak1 - 2014–0000: Ersan Tekkan1 - 2014–2015: Murat Salar - 2015–0000: Horst Riege1 - 2015–2016: Michael Boris - 2016–0000: Gerd Gotsche & Horst Riege1 - 2016–0000: Jörn Großkopf - 2016–2017: André Pawlak - 2017–2018: Michael Wiesinger - 2018–2019: Stefan Krämer - 2019–0000: Stefan Reisinger1 - 2019–0000: Norbert Meier - 2019–0000: Frank Heinemann1 - 2019–0000: Heiko Vogel - 2019–0000: Stefan Reisinger1 - 2019–2020: Daniel Steuernagel (gemeinsam mit Teamchef Reisinger) - 2020–2021: Stefan Krämer - 2021–0000: Stefan Reisinger1 - 2021–0000: Jürgen Press (gemeinsam mit Teamchef Reisinger) - 2021–000: Dmitri Woronow - 2021–000: Patrick Schneider1 - 2021––000: Alexander Voigt |

## Logo Câu lạc bộ

1905–1953
1953–19801953–1980
1980–1987
1987–1995
1995–19961995–1996
1996–heute

## Tham Khảo
1. ↑  "Kader" (bằng tiếng Đức). KFC Uerdingen 05. Truy cập ngày 17 tháng 8 năm 2021.